# Ulica Bożego Ciała we Wrocławiu

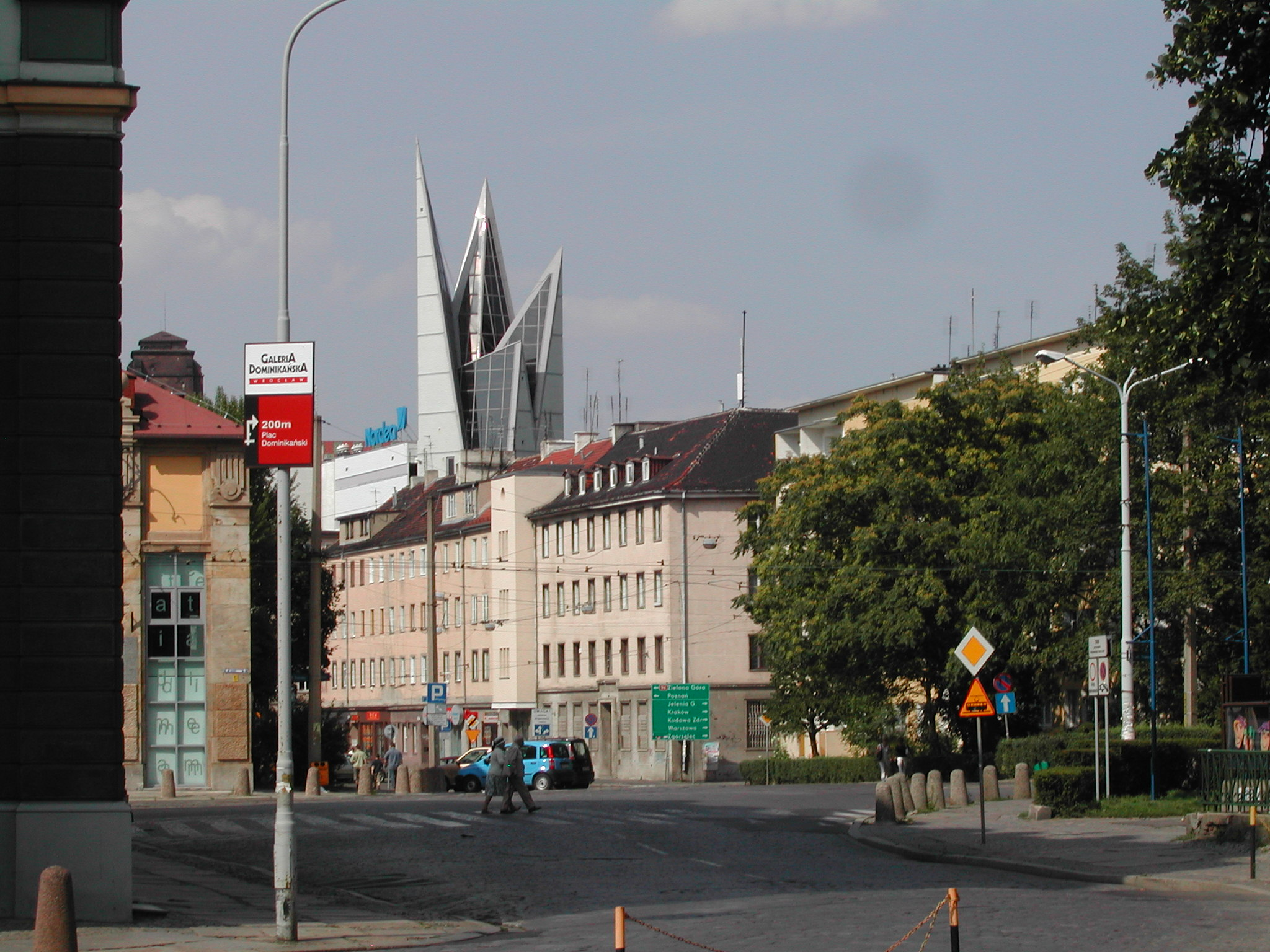
Koniec ulicy. Skrzyżowanie z placem i ulicą Teatralną, dalej ulica Widok.

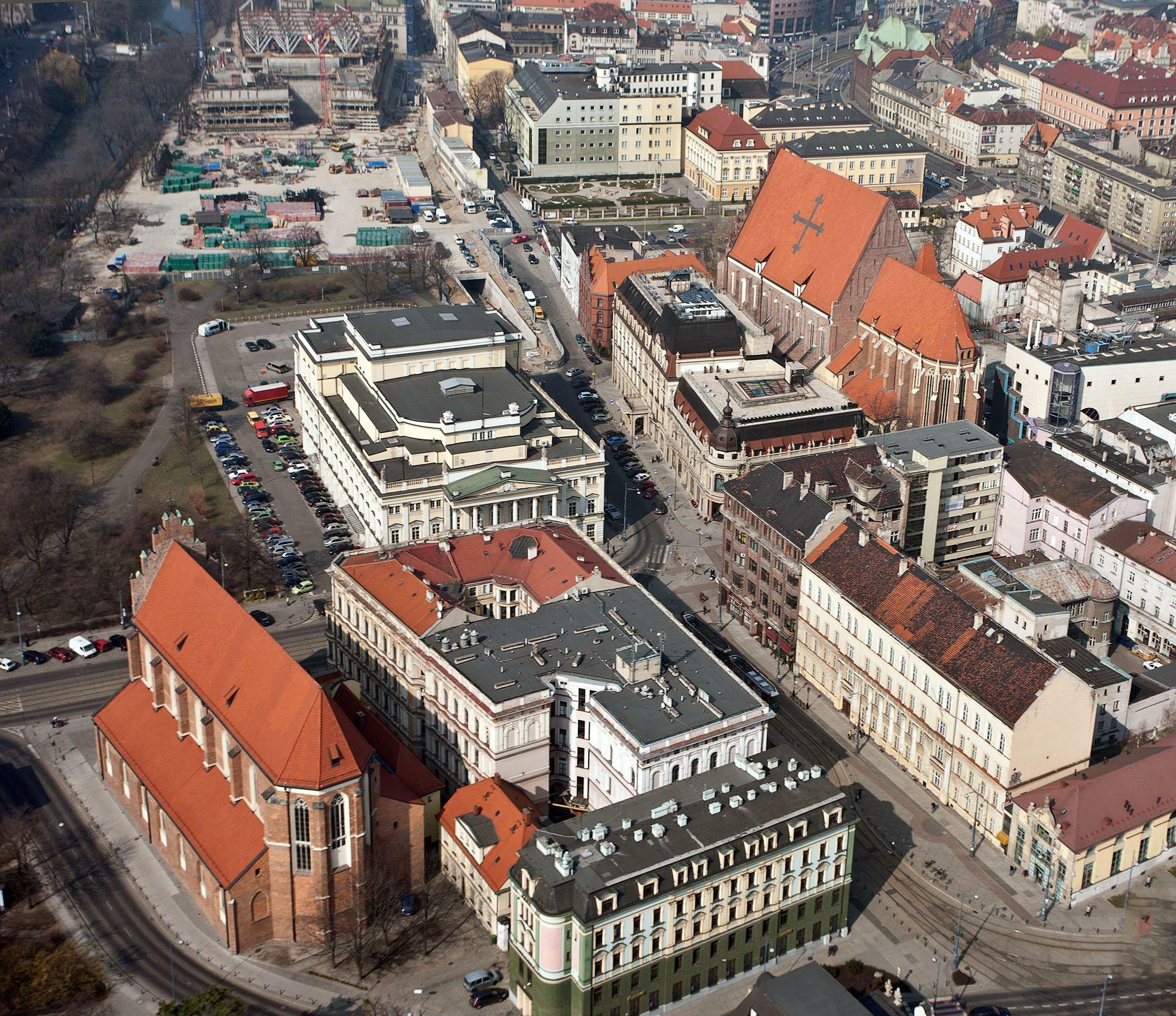
Kwartał ograniczony ul. Bożego Ciała, Świdnicką i pl. Teatralnym

Ulica Bożego Ciała – ulica położona we Wrocławiu na Starym Mieście. Biegnie od ulicy Świdnickiej do ulicy Widok oraz placu Teatralnego i ulicy Teatralnej. Ma 187 m długości. Północną stronę ulicy zajmuje między innymi zabytkowy kościół Bożego Ciała oraz plebania i budynek dawnego Hotelu „Bayrischer Hof”, a po stronie południowej i wschodniej rozciąga się Promenada Staromiejska znajduje się również zabytkowy budynek dawnej resursy kupieckiej, a obecnie Wrocławski Teatr Lalek i dawna wartownia (Kordegarda).

## Nazwy
W swojej historii ulica nosiła następujące nazwy:
- Durchgang, do 1914 r.[10]
- Kreuzherrenweg, od 1914 do 1945 r.[10][11]
- Bożego Ciała, od 1945 r.[2][10][11].

Pierwotna nazwa ulicy Durchgang oznaczała dosłownie „przejście”. Kolejna nazwa Kreuzherrenweg nawiązywała do komandorii joannitów – dawny Kreuzhof lub Kreuzherrenhof, który leżał naprzeciw kościoła Bożego Ciała. Współczesna nazwa ulicy została nadana przez Zarząd Miejski i ogłoszona w okólniku nr 97 z 31.11.1945 r..

## Układ drogowy
Do ulicy przypisana jest droga gminna numer 106464D o długości 187 m klasy lokalnej (o powierzchni działki 2491 m²).
Ulice i place powiązane z ulicą Bożego Ciała:
- skrzyżowanie: ulica Świdnicka[1][2][17], ulica z dwutorową linią tramwajową[18]
- skrzyżowanie, wszystkie place i ulice z dwutorowymi liniami tramwajowymi[18] :
  - ulica Widok[2][19]
  - ulica Teatralny[20]
  - ulica Teatralna[21].

## Zabudowa i zagospodarowanie
Obszar przy ulicy jest obecnie zagospodarowany i jego przeznaczenie zgodne jest z obecnie istniejącym. Na północ i zachód od ulicy przewidziane są między innymi usługi centrotwórcze, obiekty sakralne, usługi inne, a na południe od ulicy zieleń, wystawy i ekspozycje, obiekty upowszechniania kultury, usługi, szalet, zieleń. Natomiast na wschód od niej wskazuje się takie przeznaczenie jak: usługi kultury, gastronomia, rozrywka, obiekty kongresowe i konferencyjne itd.. Obiektem szczególnym podlegającym ochronie jest fontanna z grupą krasnali.

## Ochrona i zabytki
Obszar, na którym położona jest ulica Bożego Ciała, podlega ochronie w ramach zespołu urbanistycznego Starego Miasta z XIII-XIX wieku, wpisanego do rejestru zabytków pod nr. rej.: 196 z 15.02.1962 oraz A/1580/212 z 12.05.1967 r.. Inną formą ochrony tych obszarów jest ustanowienie historycznego centrum miasta, w nieco szerszym obszarowo zakresie niż wyżej wskazany zespół urbanistyczny, jako pomnik historii  . Samo miasto włączyło ten obszar jako cenny i wymagający ochrony do Parku Kulturowego "Stare Miasto", który zakłada ochronę krajobrazu kulturowego oraz uporządkowanie, zachowanie i właściwe kształtowanie krajobrazu kulturowego i historycznego charakteru najstarszej części miasta . Ulica i tereny przyległe położone są w strefie ochrony konserwatorskiej i archeologicznej strefie ochrony konserwatorskiej.
Przy ulicy i w najbliższym sąsiedztwie znajdują się następujące zabytki:
| obiekt, położenie | powstanie, nr rej. | foto |
| --- | --- | ---- |
| strona północna i zachodnia | |      |
| Kościół klasztorny Joannitów, obecnie rzymskokatolicki parafialny pw. Bożego Ciała ulica Bożego Ciała 1                                                           | XIV-XV wiek (2 ćwiartka XV wieku) 13 z dnia 27.11.1947 r. oraz 289/19 z dnia 23.10.1961                                          |      |
| Plebania kościoła rzymsko-katatolickiego parafialnego pod wezwaniem Bożego Ciała ulica Bożego Ciała 1                                                             | 1873 r., 1928 r. (połowa XVIII wieku) A/2711/255 z dn. 30.12.1970                                                                |      |
| Hotel „Bayrischer Hof”, następnie Bank „Disconto-Gesellschaft”, plac Teatralny 3 kamienica                                                                        | 1878 r., 1920-1921 r. gez, mpzp XIX/XX wiek                                                                                      |      |
| strona południowa i wschodnia | |      |
| Kordegarda, przed 1945 – "Cafe Torwache", "Deutscher Verlag", obecnie "Cafe Borówka" ulica Świdnicka 38a                                                          | ok. poł. XVIII w., ok. 1835 r. (połowa XVIII i 1 połowa XIX wieku) A/1494/526/Wm z dn. 10.08.1993                                |      |
| Szalet miejski ulica Świdnicka 38a | druga połowa XIX wieku gez, mpzp                                                                                                 |      |
| Promenada Staromiejska (wzdłuż Fosy Miejskiej, w miejscu dawnych fortyfikacji obronnych)                                                                          | po 1807 r., projekt 1813 r. (Johann Friedrich Knorr) gez, mpzp                                                                   |      |
| zachowany historyczny schron podziemny przy ulicy Bożego Ciała | mpzp |      |
| Ogród resursy kupieckiej (Zwingergarten), obecnie Park Mikołaja Kopernika                                                                                         | poł. XIX w., l. 2009-2010 (prace rewaloryzacyjne) gez, mpzp                                                                      |      |
| Resursa Kupiecka (Dom Związku Chrześcijańskich Kupców), obecnie Wrocławski Teatr Lalek wraz ze skwerem od frontu i terenem działki (nr 17 AM-33) plac Teatralny 4 | lata 1892-1894 (projekt E. Blümner), rozbudowa lata 1905-1909 (proj. A. Grau)(lata 1892-1909) A/2474/495/Wm z dnia 05.10.1992 r. |      |